# Goltsovka
Goltsovka (en rus: Гольцовка) és un poble de l'óblast d'Ivànovo, a Rússia, que en el cens del 2010 tenia 152 habitants.